# Poppy Lee Friar
Poppy Lee Friar (Southwark, 16 aprile 1995) è un'attrice britannica, nota soprattutto per aver recitato nella serie televisiva australiana Le sorelle fantasma.

## Biografia
Frequenta la Sylvia Young Theatre School e ha cominciato la sua carriera da piccola, recitando a teatro in Les Miserables, The Sound of Music e Mary Poppins. Dopo diverse apparizioni fin dal 2001 in serie e film per la televisione, ottiene il suo primo ruolo importante nel 2010 nella serie televisiva Le sorelle fantasma, che le vale la nomination di Best Lead Actress in a Television Drama da parte dell'Australian Film Institute. Nel 2012 è nel film televisivo Lake Placid 4 - Capitolo finale e nel 2013 ottiene un ruolo ricorrente nella serie televisiva Mr Selfridge.

## Filmografia

### Attrice

#### Cinema
- Rachel (My Cousin Rachel), regia di Roger Michell (2017)

#### Televisione
- Wilhelmina – serie TV, episodio 1x03 (2001)
- Helen West – serie TV, episodio 1x02 (2002)
- Belonging, regia di Christopher Menaul – film TV (2004)
- Casualty – serie TV, episodio 20x46 (2006)
- Beautiful People – serie TV, episodio 1x02 (2008)
- Dustbin Baby, regia di Juliet May – film TV (2008)
- Disperatamente romantici (Desperate Romantics) – serie TV, episodi 1x05-1x06 (2009)
- Le sorelle fantasma (Dead Gorgeous) – serie TV, 13 episodi (2010)
- A Touch of Frost – serie TV, episodi 15x01-15x02 (2010)
- Metropolitan Police (The Bill) – serie TV, episodio 26x21 (2010)
- Doctors – serie TV, episodio 13x191 (2012)
- Lake Placid 4 - Capitolo finale (Lake Placid: The Final Chapter), regia di Don Michael Paul – film TV (2012)
- Mr Selfridge – serie TV, 12 episodi (2013-2014)
- L'ispettore Gently (Inspector George Gently) – serie TV, episodio 6x03 (2014)
- In the Club – serie TV, 4 episodi (2014-2016)
- Eve – serie TV, 25 episodi (2015-2016)
- The Syndicate – serie TV, episodi 3x01-3x03 (2015)
- Ackley Bridge – serie TV, 20 episodi (2017-2019)
- Torvill & Dean, regia di Gillies MacKinnon – film TV (2018)
- In My Skin – serie TV, 20 episodi (2018-2021)
- Life and Death in the Warehouse, regia di Aysha Rafaele e Joseph Bullman – film TV (2022)
- My Name Is Leon, regia di Lynette Linton – film TV (2022)
- Domino Day – serie TV, 6 episodi (2024)

#### Cortometraggi
- Dogman, regia di Poppy Lee Friar e Michael Parr (2020)

### Doppiatrice

#### Televisione
- Little Einsteins – serie animata, 67 episodi (2005-2009)
- Rainbow Magic: Return to Rainspell Island, regia di Hiroshi Kawamata – film TV (2010)
- Lex&Plu: Space Taxi Drivers – serie animata (2019)

#### Videogiochi
- Starfield (2023)

## Premi e candidature
- 2010 - Australian Film Institute
  - Nomination - Best Lead Actress in a Television Drama per Le sorelle fantasma

## Doppiatrici italiane
Nelle versioni in italiano dei suoi film, Poppy Lee Friar è stata doppiata da:
- Gemma Donati in Le sorelle fantasma[5]
- Veronica Puccio in Lake Placid 4 - Capitolo finale
- Chiara Oliviero in Mr Selfridge[6]